# Чёрный беркут (Россия)
«Чёрный бе́ркут» — закрытая в 2019 году исправительная колония особого режима для пожизненно осуждённых в посёлке Лозьвинском Свердловской области (удалённость от Екатеринбурга — 615 км).
«Чёрный беркут» — единственная в советский период колония для приговорённых к смертной казни преступников, которым высшая мера наказания была заменена на 15 -летний срок в колонии особого режима. После введения пожизненного наказания в «Беркуте» был построен ещё один корпус.
«Чёрный беркут» был разделён на две части. В одной содержались те, кто осуждён за тяжкие преступления на 20—25 лет тюрьмы, в другой — приговорённые к пожизненному заключению.
В 1989 году в колонии произошёл бунт со взятием заложников. Вначале заключённые требовали предоставить им деньги и транспорт, но после оцепления тюрьмы войсками сдались с условием не увеличивать сроки заключения. С тех пор попыток побега больше не было.
В 2019 году колония была закрыта. На момент закрытия её официальное наименование было следующим: Федеральное казённое учреждение «Исправительная колония № 56 Управления Федеральной службы исполнения наказаний по Свердловской области».

## Название
Неформальное название ИК-56 происходит от бетонной скульптуры чёрного беркута, держащего в когтях голову поверженного змея, венчающей прудик с небольшим фонтаном возле административного здания. Автор композиции памятника — бывший сотрудник ГАИ Хабас Закураев из Нальчика, приговоренный за убийство тёщи к 25 годам. В претворении его замысла в жизнь помогали и другие заключённые, в том числе скульптор-самоучка Владимир Криштопа, ранее работавший над схожей скульптурой «Чёрный дельфин», установленной в фонтане во дворе ИК-6 УФСИН России по Оренбургской области и также послужившей источником неофициального названия колонии.

## Условия содержания
ИК-56 — одно из исправительных учреждений в России, где содержались осуждённые к пожизненному заключению, поэтому колония отличалась одним из самых жёстких режимов в системе исправительных учреждений. Колония была расположена на скале, так что подземный ход прорыть было невозможно. Чтобы у охранников не возникало и мысли помочь своим узникам, перед каждой дверью была размещена табличка, где обозначено имя арестанта, состав преступления и возраст жертв. На вышках дежурили в основном женщины, это считается лёгкой работой. В колонии действовал свой храм во имя святой праведной Нонны — деревянная церковь, сделанная силами осуждённых в 2006 году. Служить приезжал священник из Североуральска отец Владимир Душин.
На середину 2010 года в колонии отбывали наказание 273 лица, из них осуждённых к пожизненному заключению — 48 человек, и 225 человек со сроком 20—25 лет. (По другим данным — 88 человек, отбывающих 25-летний срок, и более 200 «пожизненников»). Начальник колонии (на ноябрь 2018 года) — полковник внутренней службы Дадашов Субхан Дадашбала оглы. Лимит наполнения — 499 мест, включая участок колонии-поселения на 40 мест.

### Условия для пожизненно осуждённых
Осуждённые пожизненно (48 человек из 273 (на август 2010 года)) содержались в специальной тюрьме, по двое в камере. Сокамерники подбирались по рекомендации психолога после собеседования с ним. В камерах находились двухъярусные койки, небольшой стол, лавочка, в углу ведро вместо унитаза. Распорядок дня: в 6:00 подъём, заправка кроватей, завтрак, утренняя поверка, обед, прогулка, отбой в 22:00. После подъёма и до отбоя было категорически запрещено сидеть и лежать на койках. Действовали две библиотеки — светская и духовная. Пожизненно заключённые не допускались к работам. Прогулки проводились не на свежем воздухе, а в специальном помещении.

### Условия для осуждённых на длительные сроки
Осуждённые, приговорённые к заключению на срок 20—25 лет, жили в стандартных условиях содержания. Телефонные звонки были не ограничены, а также были разрешены три посылки и три бандероли в год. Заключённые трудились на пилораме, в столярке, в гараже. Разрешалась работа в огороде, в подсобном хозяйстве разводились свиньи. По словам уполномоченного по правам человека в Свердловской области Татьяны Мерзляковой, «Чёрный беркут» в 2011 году по условиям пребывания был одной из самых чистых колоний для пожизненно заключённых в России.

## В фильмах
В октябре 2012 года в «Чёрном беркуте» побывала съёмочная группа канала документального кино «24 Док» с целью подготовки документального фильма об осуждённых к пожизненному лишению свободы, а также осуждённых, которым смертная казнь в порядке помилования заменена пожизненным лишением свободы либо лишением свободы на определённый срок. Съёмки велись под руководством британского журналиста и кинодокументалиста Марка Франкетти, режиссёром фильма стал Ник Рид (англ. Nick Read). В 2013 году фильм участвовал в конкурсе 35-го Московского международного кинофестиваля под названием «Приговорённые» (англ. The Condemned). На BBC фильм демонстрировался под названием «Russia’s Toughest Prison: The Condemned».